# العلاقات اليمنية المولدوفية
العلاقات اليمنية المولدوفية هي العلاقات الثنائية التي تجمع بين اليمن ومولدوفا.

## مقارنة بين البلدين
هذه مقارنة عامة ومرجعية للدولتين:
| وجه المقارنة                                              | اليمن                   | مولدوفا                           |
| --------------------------------------------------------- | ----------------------- | --------------------------------- |
| المساحة (كم2)                                             | 555.00 ألف              | 33.85 ألف                         |
| عدد السكان (نسمة)                                         | 28.25 مليون             | 2.55 مليون                        |
| الكثافة السكانية (ن./كم²)                                 | 50.9                    | 75.33                             |
| العاصمة                                                   | صنعاء عدن (عاصمة مؤقتة) | كيشيناو                           |
| اللغة الرسمية                                             | اللغة العربية           | اللغة المولدوفية، اللغة الرومانية |
| العملة                                                    | ريال يمني               | ليو مولدوفي                       |
| الناتج المحلي الإجمالي (بليون دولار)                      | 18.21 مليار             | 8.13 مليار                        |
| الناتج المحلي الإجمالي (تعادل القوة الشرائية) بليون دولار | 75.69 مليار             | 17.94 مليار                       |
| الناتج المحلي الإجمالي الاسمي للفرد دولار أمريكي          | 1.41 ألف                | 3.65 ألف                          |
| الناتج المحلي الإجمالي للفرد دولار أمريكي                 |                         | 4.98 ألف                          |
| مؤشر التنمية البشرية                                      | 0.498                   | 0.693                             |
| رمز المكالمات الدولي                                      | +967                    | +373                              |
| رمز الإنترنت                                              | .ye                     | .md                               |
| المنطقة الزمنية                                           | ت ع م+03:00             | ت ع م+02:00، ت ع م+03:00          |

## منظمات دولية مشتركة
يشترك البلدان في عضوية مجموعة من المنظمات الدولية، منها:
| علم المنظمة | اسم المنظمة                               | تاريخ انضمام اليمن | تاريخ انضمام مولدوفا |
| ----------- | ----------------------------------------- | ------------------ | -------------------- |
|             | يونسكو                                    | 2 أبريل 1962       | 27 مايو 1992         |
|             | مؤسسة التمويل الدولية                     | 22 مايو 1970       | 10 مارس 1995         |
|             | المركز الدولي لتسوية المنازعات الاستشارية | 20 نوفمبر 2004     | 4 يونيو 2011         |
|             | منظمة حظر الأسلحة الكيميائية              | ?                  | ?                    |
|             | مؤسسة التنمية الدولية                     | 22 مايو 1970       | 14 يونيو 1994        |
|             | وكالة ضمان الاستثمار متعدد الأطراف        | 12 مارس 1996       | 9 يونيو 1993         |
|             | الاتحاد البريدي العالمي                   | ?                  | ?                    |
|             | الاتحاد الدولي للاتصالات                  | 1931               | 20 أكتوبر 1992       |
|             | منظمة الشرطة الجنائية الدولية             | ?                  | ?                    |
|             | الأمم المتحدة                             | 30 سبتمبر 1947     | 2 مارس 1992          |
|             | البنك الدولي للإنشاء والتعمير             | 3 أكتوبر 1969      | 12 أغسطس 1992        |

## وصلات خارجية
- موقع وزارة الخارجية المولدوفية